# 다비트 쿠바츠키
다비트 그제고시 쿠바츠키(폴란드어: Dawid Grzegorz Kubacki, 1985년 6월 17일~)는 폴란드의 스키점프 선수이다. 2022년 동계 올림픽에서 노멀힐 개인전 동메달을 획득했으며, 2019년 세계 선수권 대회 라지힐 개인전에서 우승하는 등 세계 선수권 대회에서 금메달 2개, 동메달 2개를 획득했다. 2019-20년 시즌에는 4언덕 토너먼트에서 우승을 차지했다.

## 개인사
쿠바츠키는 부인인 마르타 쿠바츠카(폴란드어: Marta Kubacka) 사이에서 두 딸을 두었다.

## 수훈
- 기사십자 폴란드 재건국 훈장(2019년 8월 29일)
- 마워폴스카주 명예 훈장(2017년)